# كحل

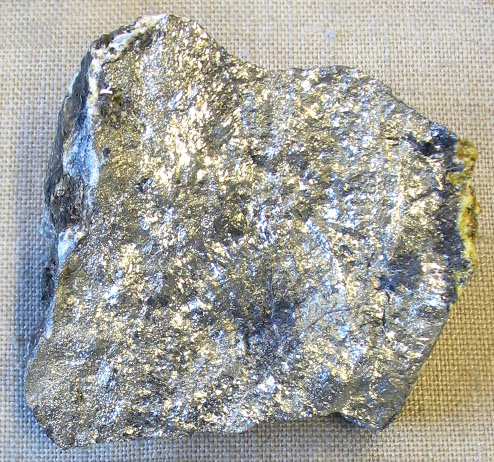
حجر الكحل

الكُحْل أو الإِثْمِد حجر يطحن ليستخدم مسحوقه لتكحيل العيون ويستخدم غالبًا كمادة للتجميل للنساء لكن هناك بعض الرجال ممن يضعون الكحل لكن بشكل غير شائع. وعادة الاكتحال منتشرة في الشرق الأوسط وشمال أفريقيا والمغرب العربي وجنوب آسيا وبعض من أجزاء أفريقيا مما دون الصحراء الكبرى جغرافيًا.
يعود تاريخ استخدام الكحل إلى العصر البرونزي أي حوالي العام 3500 قبل الميلاد. إستخدمته عدة شعوب وحضارات أشهرهم الفراعنة وكانوا يستخدمونه فتظهر عيونهم واسعة وجميلة. ولقد كان لاستخدام الكحل أسباب عديدة فمنها حماية العين من أشعة الشمس القوية في المناطق الصحراوية والحارة إذ كان منتشرا لدى البدو. كما اعتقد البعض الآخر أن الكحل يحمي العين من بعض أمراض العين وكان يوضع للأطفال حديثي الولادة والأطفال صغار السن بغض النظر عن جنس الطفل لتقوية العين أو لحمايتها من العين الشريرة أو الحسد. في الوقت المعاصر يستخدم الكحل عادةً كمادة للتجميل للنساء وهناك بعض الرجال يضعون الكحل لكن بشكل غير شائع.
يتوقّع الكثير من الناس أنّ هذا الحجر ذو لون أسود قاتم نظرًا للون الكحل الأسود، إلّا أنّ هذا الحجر يكون موجودًا بالطبيعة باللون الفضي اللمّاع كحجر الأثمد المغربي أو باللون الأحمر المائل إلى السواد كما هو الحال في حجر الأثمد الشامي.

## تاريخ

### الشرق الأوسط وشمال أفريقيا

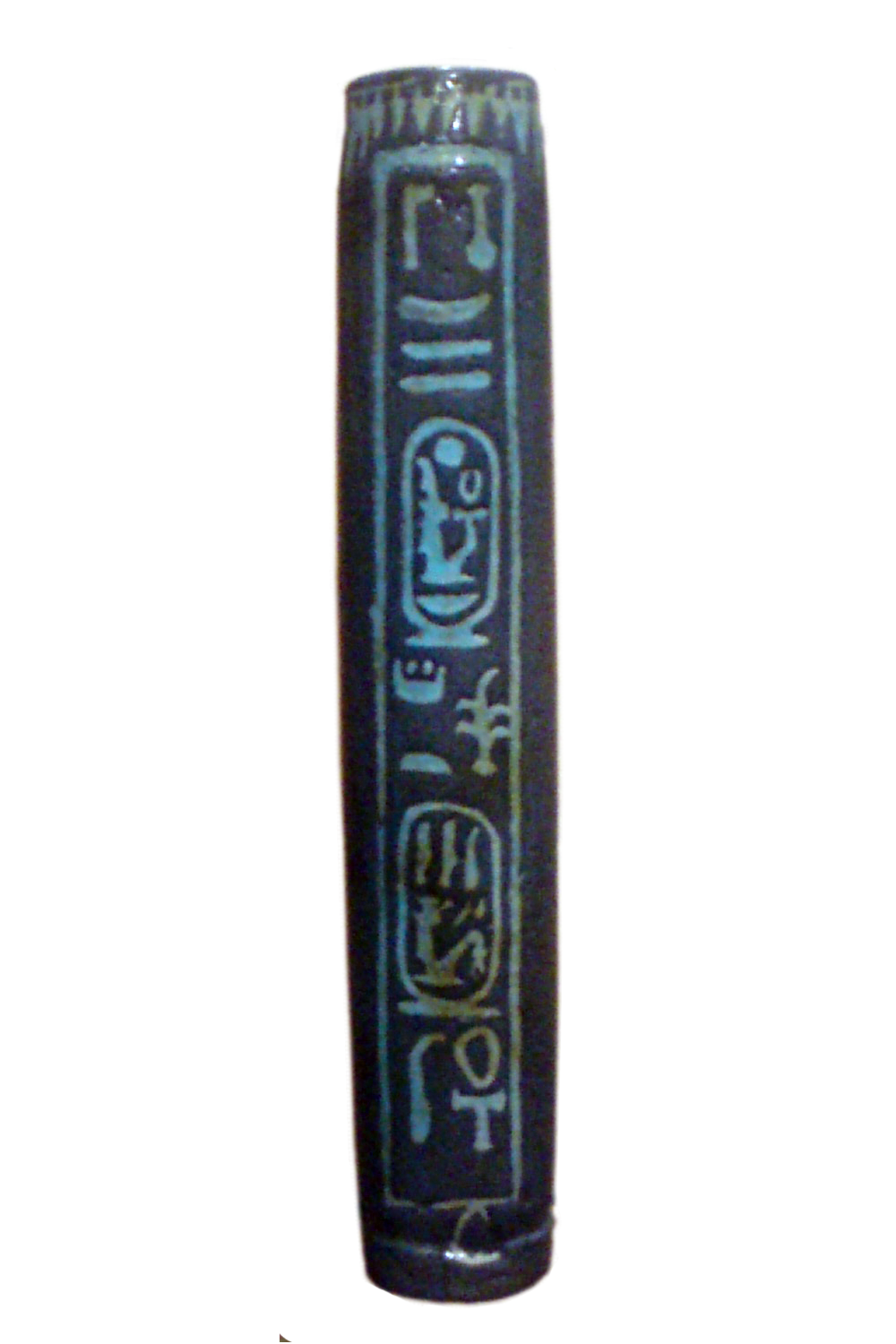
مكحال من العصر الفرعوني

عرف المصريون القدماء من جميع الطبقات الاجتماعية الكحل واستخدموه في الأصل كحماية ضد أمراض العين منذ زمن حضارة نقادة الثالثة (حوالي 3100 قبل الميلاد)، كان هناك أيضًا اعتقاد بأن اللون الأسود للجلد حول العينين يحمي من أشعة الشمس القاسية.
استُخدم طلاء العين المسمى الغالينا (الذي أطلق عليه لاحقًا اسم كحل باللغة العربية من الكلمة الأكادية لمستحضرات التجميل) على نطاق واسع في مصر القديمة. كانت الجفون العلوية تطلى بالأسود أما السفلية باللون الأخضر كما هو موضح في النصوص القديمة التي تصف استخدام كل من الغالينا الأسود والمالاكيت الأخضر. تكشف المدافن القديمة من حضارة تاسيان ما قبل التاريخ عن الاستخدام المبكر للغالينا في مصر، وهي ممارسة قديمة جدا منذ زمن العصر البداري وحتى العصر اليوناني الروماني. وعلى الرغم من أن كلا من الغالينا الأسود والمالاكيت الأخضر تم تعدينهما محليًا، إلا أنهما كانا يستوردان أيضًا من مناطق قريبة في غرب آسيا ومن القفط ومملكة بونت.
كانت حتشبسوت الملكة المصرية القديمة في الأسرة الثامنة عشرة تطحن اللبان المتفحم لتحويله إلى كحل للعين. وهذه العملية هي أول تطبيق موثق تاريخيا لاستخدام الراتنج، عُثر على اللبان لأول مرة خلال رحلة استكشافية إلى مملكة بونت القديمة في عهد المملكة الحديثة (حوالي 1500 قبل الميلاد). تم تصدير مكونات مستحضرات التجميل مثل لحاء القرفة ومكونات التوابل الأخرى المستخدمة في العطور وكذلك أعواد الكحل النحاسية إلى مصر القديمة من مدينتين في تامرابارني [الإنجليزية] (سريلانكا القديمة) وهما بوماريبو و كانداروداي [الإنجليزية].
علاوة على ذلك ، وصف العالم المسلم ابن أبي شيبة في إحد مؤلفاته كيفية تطبيق الكحل على العين.
في شمال إفريقيا والشرق الأوسط على التوالي تزين النساء الساميات والأمازيغ وجوههن بالكحل. إذ يرسمن على وجوههن خطًا عموديًا من الشفة السفلية إلى الذقن وعلى طول الأنف، يشير هذا الخط الممتد من الشفة السفلى إلى الذقن في الأصل ما إذا كانت المرأة متزوجة أم لا. نشأت طريقة رسم الكحل على الوجه في شبه الجزيرة العربية وتم إدخالها إلى شمال إفريقيا في القرن السابع.
استخدم الكحل أيضًا في اليمن كواحد من مستحضرات التجميل لفترة طويلة. بالإضافة إلى ذلك تضع الأمهات الكحل على عيون أطفالهن بعد الولادة بفترة وجيزة، يدعي البعض أن الكحل يعمل على تقوية عيني الطفل، بينما يعتقد البعض الآخر بأنه يحمي الطفل من الحسد.

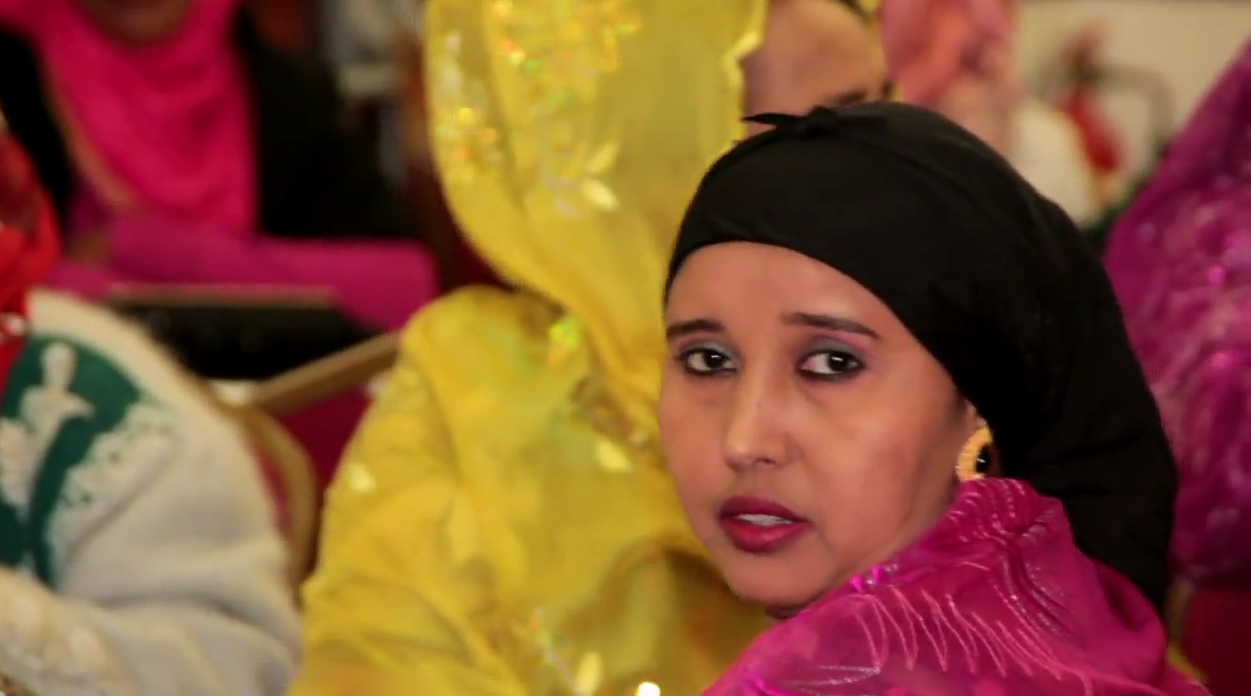
امرأة صومالية تضع الكحل

عُرف طلاء العيون في مملكة إسرائيل القديمة أيضًا؛ كانت إحدى بنات أيوب تحمل اسم كيرين هابوش أو قرن هفوك (والذي يعني قرن الأثمد) (سفر أيوب 42: 14). ارتبط طلاء العين أو الكحل بين الإسرائيليين في كثير من الأحيان بالنساء ذوات السمعة السيئة أو النوايا الشريرة، يذكر الكتاب المقدس في سفر الملوك الثاني الإصحاح 9 أنه عندما أتى ياهو لزيارة يزرعيل، سمعت إيزابل بذلك؛ فكحلت عينيها وزينت رأسها و نظرت من النافذة. أما إرميا فقد شبه أورشليم بالعاهرة قائلاً: "«وأنت أيتها الموحشة، ماذا تقصدين عندما ترتدين اللون القرمزي، وتزينين نفسك بحلي من الذهب، وتوسعين عينيك بالكحل؟».
وبالمثل، يشبه حزقيال خيانة أورشليم بخيانة العاهرة أهوليبة إذ يقول: «بل أرسلتما إلى رجال آتين من بعيد. الذين أرسل إليهم رسول فهوذا جاءوا. هم الذين لأجلهم استحممت وكحلت عينيك وتحليت بالحلي». (سفر حزقيال أصحاح 23).

### القرن الأفريقي

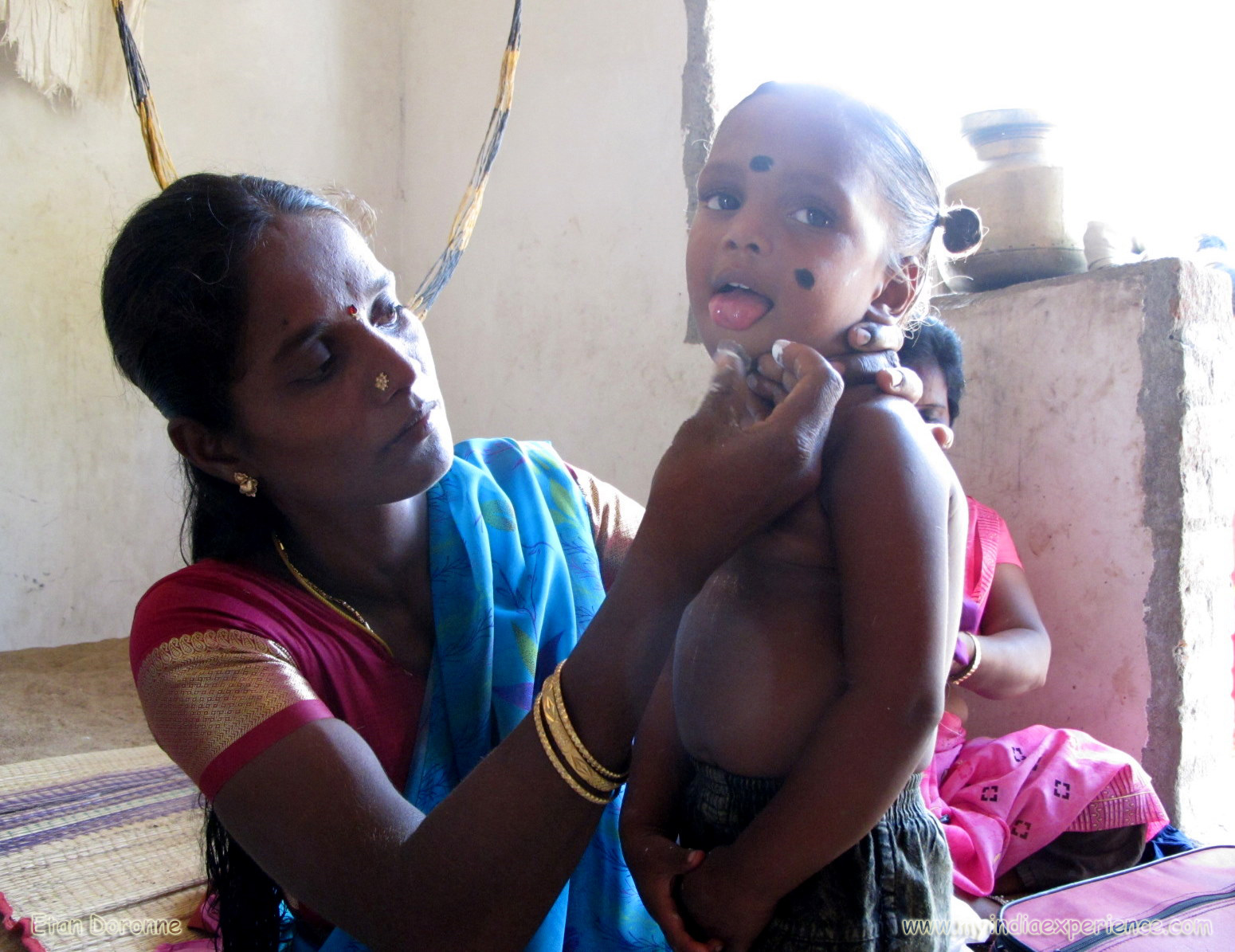
امرأة من التاميل تضع الكحل على ابنها في الهند.

يعود استخدام الكحل في القرن الأفريقي إلى مملكة بونت القديمة. لطالما استخدمت النساء الصوماليات والجيبوتيات والإثيوبيات والإريتريات الكحل لأغراض تجميلية وكذلك لتطهير العينين وإطالة الرموش وحماية العينين من أشعة الشمس.

### غرب افريقيا
استخدم الكحل أيضًا في أجزاء من غرب إفريقيا من قبل شعوب الفولاني والهوسا والطوارق. بالإضافة إلى ذلك استخدمه أيضا شعوب الولوف والشعب الماندينغي والشعب السننكي و شعب داجومبا [الإنجليزية] والشعب الكانوري وغيرهم من سكان مناطق الساحل والصحراء ذات الأغلبية المسلمة. يستخدم الكحل لكلا الجنسين ومن قبل الناس من جميع الأعمار وخاصة أثناء حفلات الزفاف والمناسبات الإسلامية (مثل عيد الفطر وعيد الأضحى) وعند الذهاب إلى المسجد لصلاة الجمعة الأسبوعية. بالنسبة للنساء يوضع الكحل أو الحناء السوداء على الوجه أيضًا بطريقة مماثلة لتلك التي تمارسها المجتمعات في شمال إفريقيا.

### جنوب آسيا
يُعرف الكحل بأسماء مختلفة في لغات جنوب آسيا، فيسمى (سورما) في اللغة البنجابية ولغة سيلهتي والأردية، ويسمى (رانجي) في اللغة البشتوية، (كاجال) في الهندية والكجراتية، (كاجول) في البنغالية، (كاجاله) في المراثية، (كانماشي) في المالايالامية، (كاديج) في اللغة الكنادية، (كاتوكا) في اللغة التيلوغوية، و(كان ماي) في اللغة التاميلية.

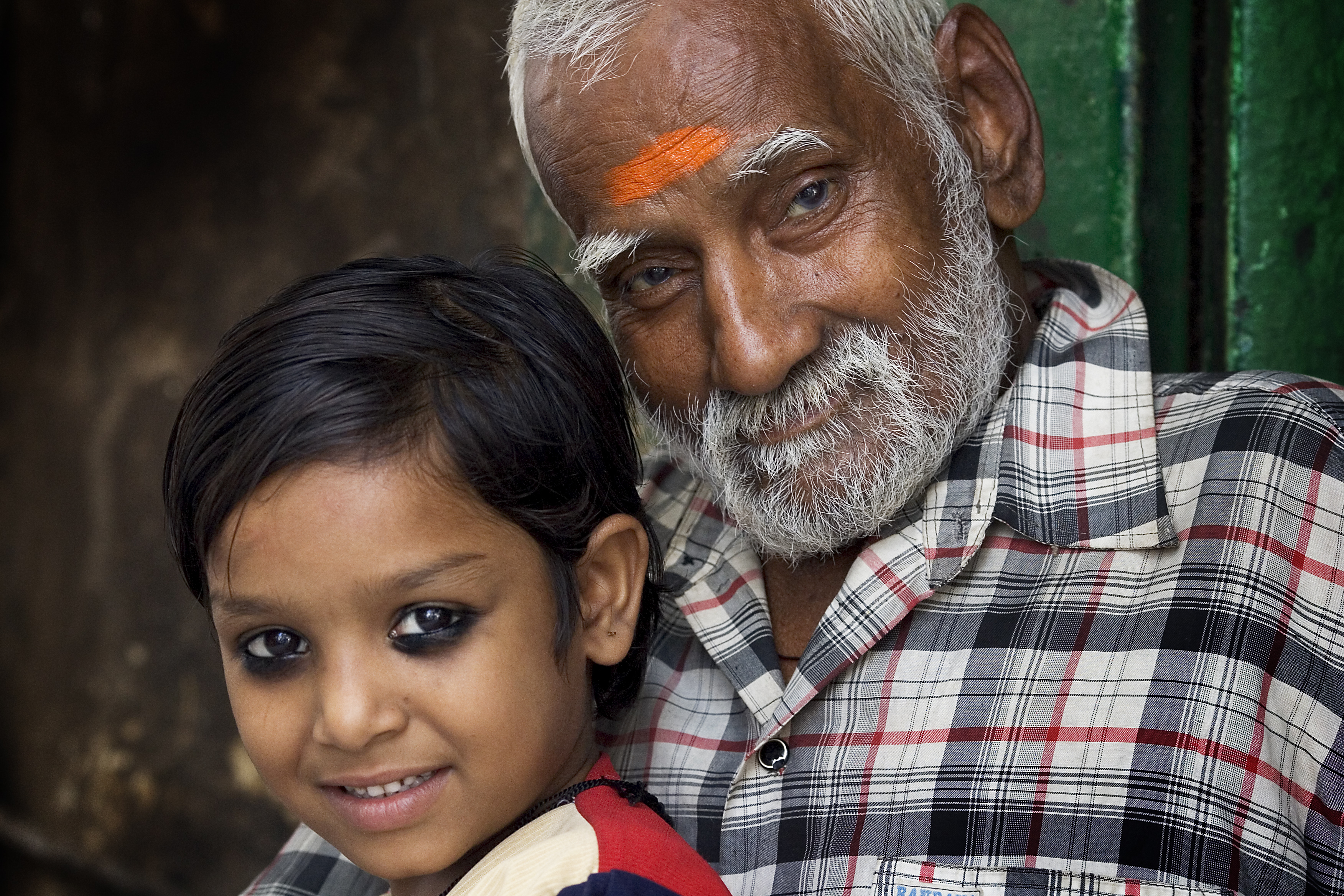
رجل وطفل من مدينة فاراناسي يضعون الكحل.

في الهند يستخدم الحكل بشكل شائع من قبل النساء كنوع من محدد العيون الذي يتم وضعه حول حافة العين. في أجزاء كثيرة من الهند وخاصة الجنوبية منها وتحديدا في كارناتاكا، تقوم نساء الأسرة بإعداد (الكجل). يستخدم هذا الكجل محلي الصنع حتى للأطفال الرضع. تعتبره التقاليد المحلية مبردًا جيدًا جدًا للعيون وتعتقد أنه يحمي النظر والعيون من الشمس. تضيف بعض شركات تصنيع الأدوية العشبية الهندية أو الهندية القديمة الكافور والأعشاب الطبية الأخرى المفيدة للعيون في الكجل. إذ يمكن استخدامه ليس فقط كنوع من مستحضرات تجميل ولكن أيضًا كدواء للعيون.
في الثقافة البنجابية يستخدم الكحل المسمى (سورما) كصبغة احتفالية تقليدية، يضعه رجال البنجاب في الغالب حول أعينهم في المناسبات الاجتماعية أو الدينية الخاصة بمساعدة زوجاتهم أو أمهاتهم. تضع بعض النساء نقطة من الكجل على الجانب الأيسر من جباههن أو على مجرى الدمع في عيون أطفالهن لحمايتهم من (بوري نزار المعروف أيضًا باسم بوري نوزور) وتعني حرفيا "النظرة السيئة" أو عين الحسد. تدل هذه النقطة على أن الشخص ليس مثالياً، وبسبب هذه العلامة السوداء فبالتالي لن يحسد الناس جمالهم.
في رقصات البهاراتاتيام والأوديسي الهندية التي تعود إلى قرون، يضع الراقصون الكحل الثقيل على أعينهم للفت الانتباه إلى إيماءاتهم وحركاتهم. ثم يوضع الكحل على الحاجبين والجفون للفت المزيد من الإنتباه الراقصين.

## في الإسلام
ورد عن النبي محمد في كتب السيرة والتاريخ أنه وضع الكحل في عينه، لذا فإن حكم وضع الكحل للرجال هو جائز كون النبي محمد فعله، ويجوز أيضا أن تضع المرأة الكحل للزينة، وقد وردت العديد من الأحاديث التي تثبت أن النبي محمد قد اكتحل وأمر بالاكتحال، منها ما ورد عن أنس بن مالك متحدثا عن النبي محمد: "كان يَكْتَحِلُ في عَيْنِهِ اليُمْنَى ثلاثَ مراتٍ واليُسْرَى مَرَّتَيْنِ"، وقد كان النبي محمد يكتحل بنوع معين من الحجارة يسمى بالإثمد، وهو حجر أسود يميل إلى الحمرة يتوافر في بلاد الحجاز، كما ثبت أنه كانت للنبي محمد مكحلة يكتحل منها ويضع الكحل في العين اليمنى ثلاث مرات وفي اليسرى مرتين. كما ورد من صفة اكتحال النبي أنه كان يكتحل في الليل قبل أن ينام.
وقد ذكر النبي محمد فوائد الاكتحال، ومن ذلك ما رواه عبد الله بن عباس أن النبي محمد قال: "اكتَحِلوا بالإثمِدِ؛ فإنه يجلو البصَرَ، ويُنبِتُ الشَّعَرَ". ومن هذه الفوائد أيضا: تقوية البصر، إزالة الشوائب والأوساخ الموجودة في العين، إبعاد المواد التي تدخل في العين، تقوية الأهداب وهي طبقات شعر العين.

## مخاوف صحية
في يناير 2010، أفاد باحثون فرنسيون أن مستحضرات تجميل العيون الثقيلة التي استخدمها المصريون القدماء قد يكون لها فوائد طبية. في التركيزات شبه المولية، يمكن لمركبات الرصاص المصنوعة خصيصًا أن تسبب زيادة في أكسيد النيتريك (NO)، والذي بدوره يمكن أن يعزز الاستجابة المناعية.
في بردية إيبرس (حوالي 1550 قبل الميلاد) أشار قدماء المصريين إلى وجود هذه المركبات في الكحل كواقي للعين. في الواقع، استخدم الكحل كنوع من مستحضرات تجميل. هناك عدد من أمراض العين المتوطنة في منطقة النيل بما في ذلك التراخوما - التي تسببها بكتيريا الكلاميديا ويمكن أن تسبب تندب القرنية - ومرض الملتحمة الندبي الذي يؤدي إلى فقدان البصر. لم يقتصر استخدم الكحل فقط كمستحضر تجميل بل أيضًا كمطهر طبي أشبه بغسول العين. هناك اثنان من مركبات الرصاص في الكحل - كلوريد الرصاص لوريونيت والفوسجينيت - لم تكن متوفرة بشكل طبيعي في وادي النيل ويعتقد أنها صنعت عمدًا من قبل قدماء المصريين لهذا الغرض. يشهد الاستخدام الواسع للكحل عبر البحر الأبيض المتوسط والشرق الأوسط على قدرته على حماية العين من الأمراض المعدية واستخدامه كمستحضرات تجميل.